# 蝦蛄
蝦蛄是節肢動物門甲殼亞門軟甲綱掠蝦亞綱之下口足目的肉食性海生动物的泛稱，在全世界有超過400個物種，是熱帶和亞熱帶海床重要的底栖伏击捕食者。虾蛄的通稱众多，不同地域對其俗稱不一，包括螳螂虾（英語：mantis shrimp）、皮皮虾、攋尿蝦、虾爬子（或虾耙子）、爬虾（或扒虾）、虾狗弹、虾虎、蝦猴、口虾蛄、富贵虾（或官帽蝦）、琵琶虾等。在古時亞述人稱之為「海蝗蟲」，澳洲人也稱之為「對蝦殺手」（prawn killer），最近西方也有俗称為“拇指切割者”（thumb splitter）。
蝦蛄大小可達30（12英寸），亦有長達38（15英寸）的物种。現時紀錄最大的蝦蛄由美國佛羅里達州的漁民於匹爾斯堡附近海域釣得，長達46（18英寸）。蝦蛄的頭胸甲较小，僅足以包裹至頭的後部及胸的頭四節，顏色從褐色到淺紅色不等。頭胸部有一對螯足，有些物種的螯足外型好像螳螂一樣的鐮刀狀；也有的物种螯足末端第一个关节外型膨大呈瓜锤狀，由第二个关节伸展弹出时撞擊力甚大。這亦是蝦蛄獵食的方法，牠們會利用有力的螯足把獵物刺穿、震暈，甚至擊碎解體。蝦蛄螯足的撞擊力不但可打穿甲殼類動物的外殼，有更大的蝦蛄，更在被捕獲後曾一擊把困着牠的水族箱的玻璃擊穿逃逸。生物學家希拉·帕特曾研究蝦蛄一拳公斤數的極限，測試的極限重達150（330磅），且因出拳速度過快，產生超空蝕效應，在出拳時會產生衝擊波，產生出的熱能能夠瞬間將水溫加熱至6,700 °C（12,090 °F）。

## 分類
口足目之下其實還可以分為：

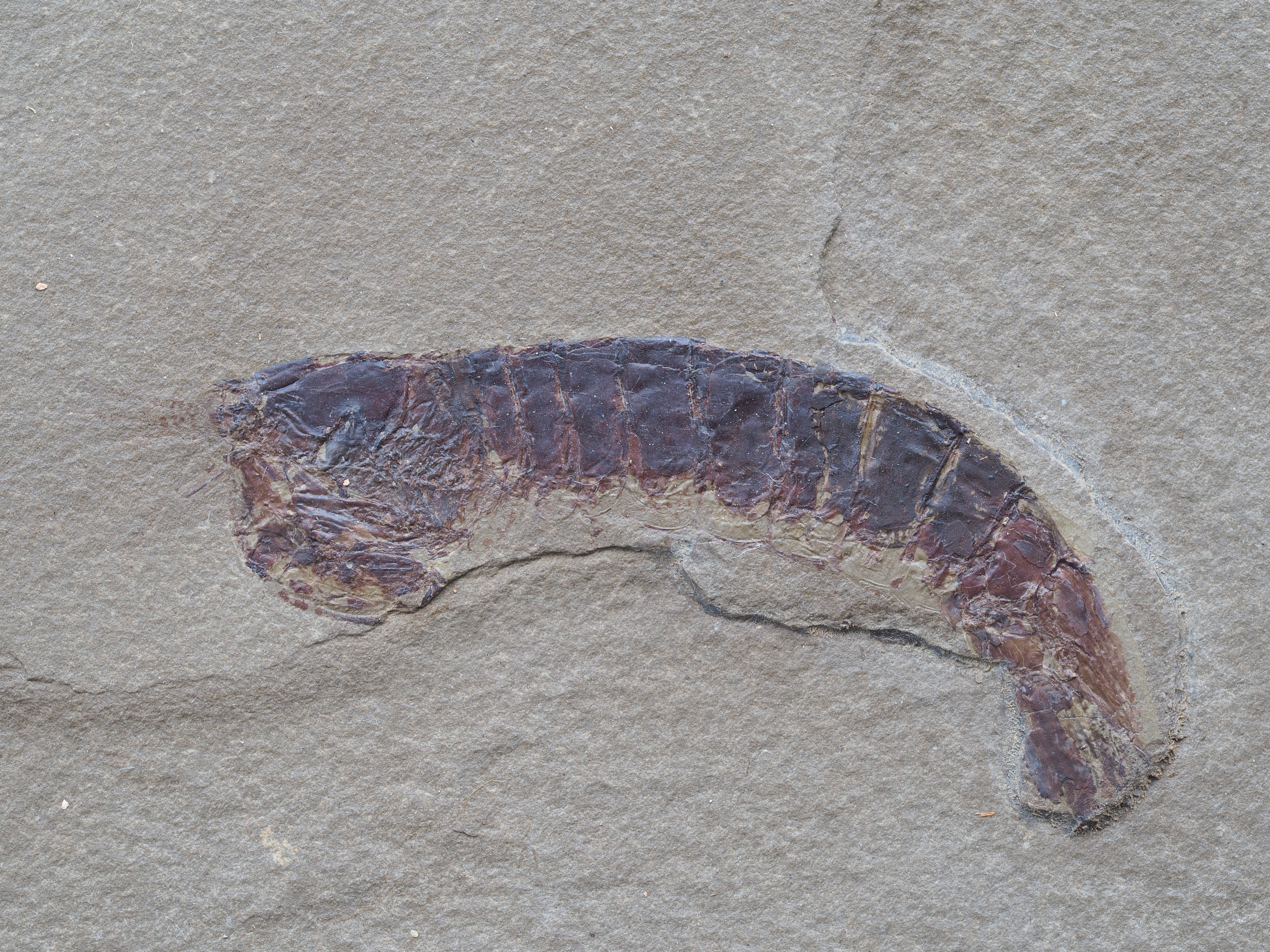
蝦蛄之化石

- 古口足亞目（英语：Palaeostomatopoda） Palaeostomatopoda
- 昔口足亞目（英语：Archaeostomatopoda） Archaeostomatopoda 及
- 單楯亞目 Unipeltata

三個分類元。不過，除了单楯亚目以外，其餘兩個亞目現時只餘下化石物種。
以下為蝦蛄旗下現存物種所分屬的總科與科：
- 深蝦蛄總科（英语：Bathysquilloidea） Bathysquilloidea[10]：亦作深海虾蛄总科[9]；
  - 深蝦蛄科（英语：Bathysquillidae） Bathysquillidae[10][11]：亦作深海虾蛄科[9]；
  - 印度虾蛄科（英语：Indosquillida） Indosquillidae[9]
- 指蝦蛄總科（英语：Gonodactyloidea） Gonodactyloidea：亦作大趾虾蛄总科，下領七個科[9]；
  - 宽虾蛄科 Alainosquillidae[9]
  - 半指蝦蛄科（英语：Hemisquillidae） Hemisquillidae：亦作半趾虾蛄科[9]；
  - 指蝦蛄科 Gonodactylidae[11]：亦作大趾虾蛄科[9]；
  - 齒指蝦蛄科 Odontodactylidae：亦作齿趾虾蛄科[9]或蝦蛄科[11]；
  - 原蝦蛄科 Protosquillidae[11]：亦作原趾虾蛄科[9]；
  - 假蝦蛄科（英语：Pseudosquillidae） Pseudosquillidae[11]
  - 卓虾蛄科（英语：Takuidae） Takuidae[9][11]
- 红虾蛄总科（英语：Erythrosquilloidea） Erythrosquilloidea[9]
  - 红虾蛄科（英语：Erythrosquillidae） Erythrosquillidae[9]
- 琴蝦蛄總科（英语：Lysiosquilloidea） Lysiosquilloidea[9]
  - 冠蝦蛄科（英语：Coronididae） Coronididae
  - 琴蝦蛄科（英语：Lysiosquillidae） Lysiosquillidae[11]
  - 矮蝦蛄科 Nannosquillidae[11]：亦作小虾蛄科[9]
  - 地蝦蛄科（英语：Tetrasquillidae） Tetrasquillidae：亦作方虾蛄科[9]
- 蝦蛄總科 Squilloidea[9]
  - 蝦蛄科 Squillidae[9][11]
- 寬蝦蛄總科（英语：Eurysquilloidea） Eurysquilloidea[9]
  - 寬蝦蛄科 Eurysquillidae[9]
- 仿蝦蛄總科（英语：Parasquilloidea） Parasquilloidea：亦作副虾蛄总科[9]
  - 仿蝦蛄科 Parasquillidae[11]：亦作副虾蛄科[9]

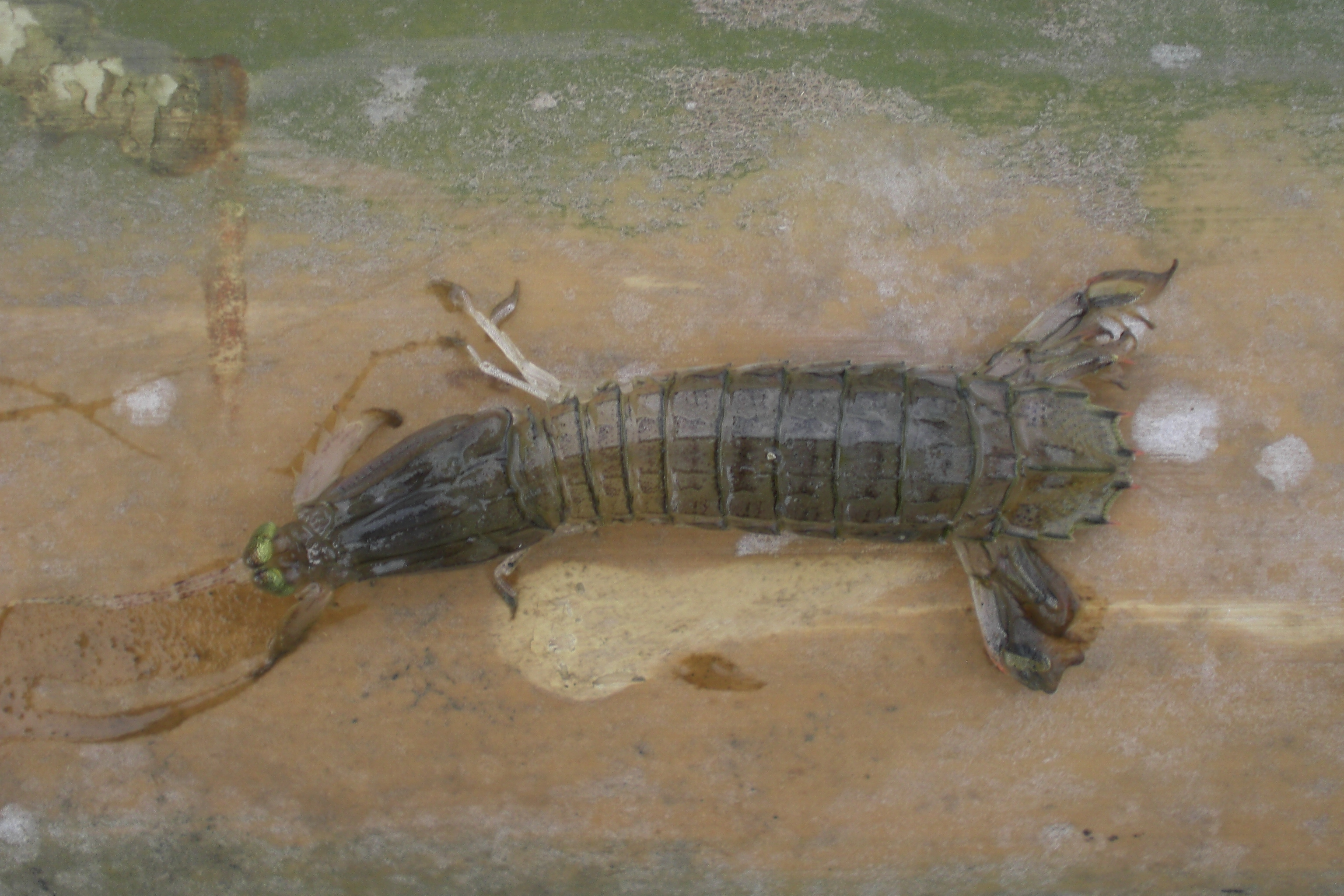
皮皮蝦，蝦蛄的一種型態

與十足目不同，蝦蛄的鰓在腹部，而十足目的鰓在頭部，這造成在抱卵時蝦蛄是用胸足抱卵，而一般蝦蟹（十足目）是用腹足抱卵。
人類的眼睛為雙眼視覺成像，而蝦蛄每隻眼睛可以有三重視覺成像，兩隻眼睛共六重，這使得蝦蛄的視覺系統為動物界數一數二的。也因為蝦蛄特殊的視覺系統，所以蝦蛄能看到12種原色。
蝦蛄的捕捉足可分為穿刺型和粉碎型兩類。穿刺型的捕捉方式像螳螂；粉碎型蝦蛄在就像一個超重量級拳擊手，可以輕易的擊碎貝類、螺類或是螃蟹等具有堅硬外殼的生物。

## 生物習性
蝦蛄性情凶猛，視力十分銳利，攻擊時所施展的臂力可高達體重之2,500倍、加速率達10,000倍G力。由於善於游泳，喜以獵取活體生物為食，但也會撿食腐肉，因此其獵物大部份為底棲性不善於游泳的生物，包括各種小型貝類、螃蟹、海膽、海葵等。牠們能夠輕易破壞獵物的外層硬殼，並享用殼裡的肉；其捕食多於黑暗或夜間進行，常棲息於淺海沙泥質底、岩礁或珊瑚礁。

## 天敵
- 章魚
- 其他大型珊瑚礁魚類。例如：河魨、鸚哥魚等。
- 人類

## 食用

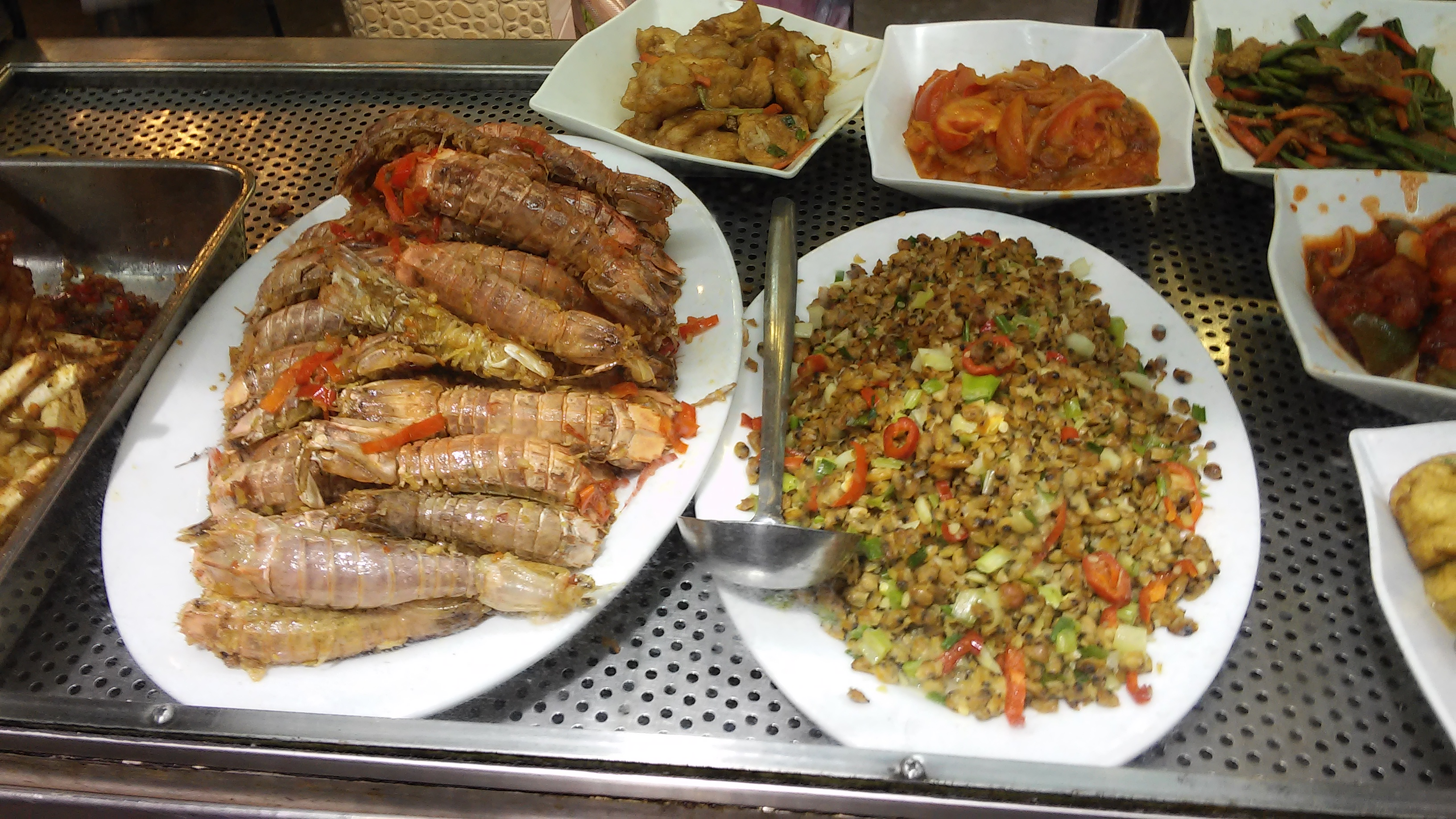
濑尿蝦

中国北方沿海多為蒸熟后直接食用，无须调料，亦可佐以姜汁醋醬来提味。其加工方法为洗净后上凉水蒸锅蒸，水开后15分钟左右即可出锅。亦可作为馅制成饺子。东北沿海城市如大连等亦有直接浸酒生吃的食用方法。
香港的酒樓、海鮮菜館和部分大排檔，除了清蒸瀨尿蝦外，還常把瀨尿蝦以熱油和椒鹽爆炒，成為椒鹽瀨尿蝦，是香港避風塘的著名海鮮小菜。因為濑尿蝦味道鮮美，在香港還常被用作海鮮湯的湯底。
馬祖將其與大蒜、薑絲一起煮食，亦有以調味料醃製生食。
日本將其水煮或直接作成握壽司生食。
在周星馳電影《食神》中，史提芬周為了化解菜市場兩派的鬥爭，隨口說出將蝦蛄與牛肉丸結合在一起，沒想到後來大受好評。

## 流行文化
中国大陆网络流行文化中有一表情包“皮皮虾我们走”，表现为一个人骑在缰绳拴住的皮皮虾上，最先是游戏《ygocore》一名直播主抽到“源龙星”后激动得喊“源龙星我们走”，后电竞玩家PDD有句台词“皮皮猪我们走”，最后因一位名叫“重庆第一皮皮虾”的微博用户的热评演变为“皮皮虾我们走”，并衍生多个不同版本的表情包。2017年，歌手李行亮创作歌曲《皮皮虾我们走》。

## 圖庫

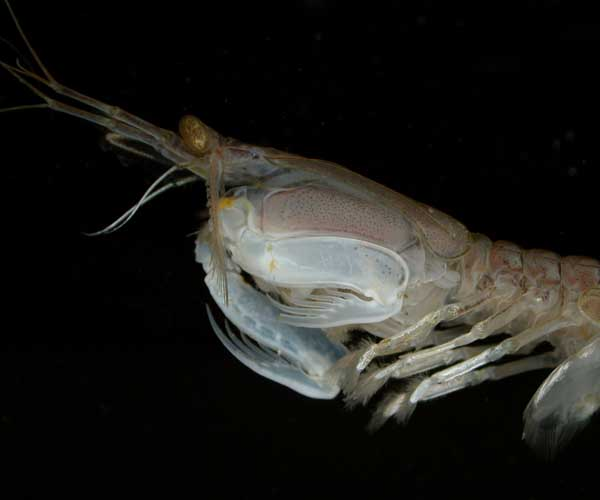
Squilla mantis
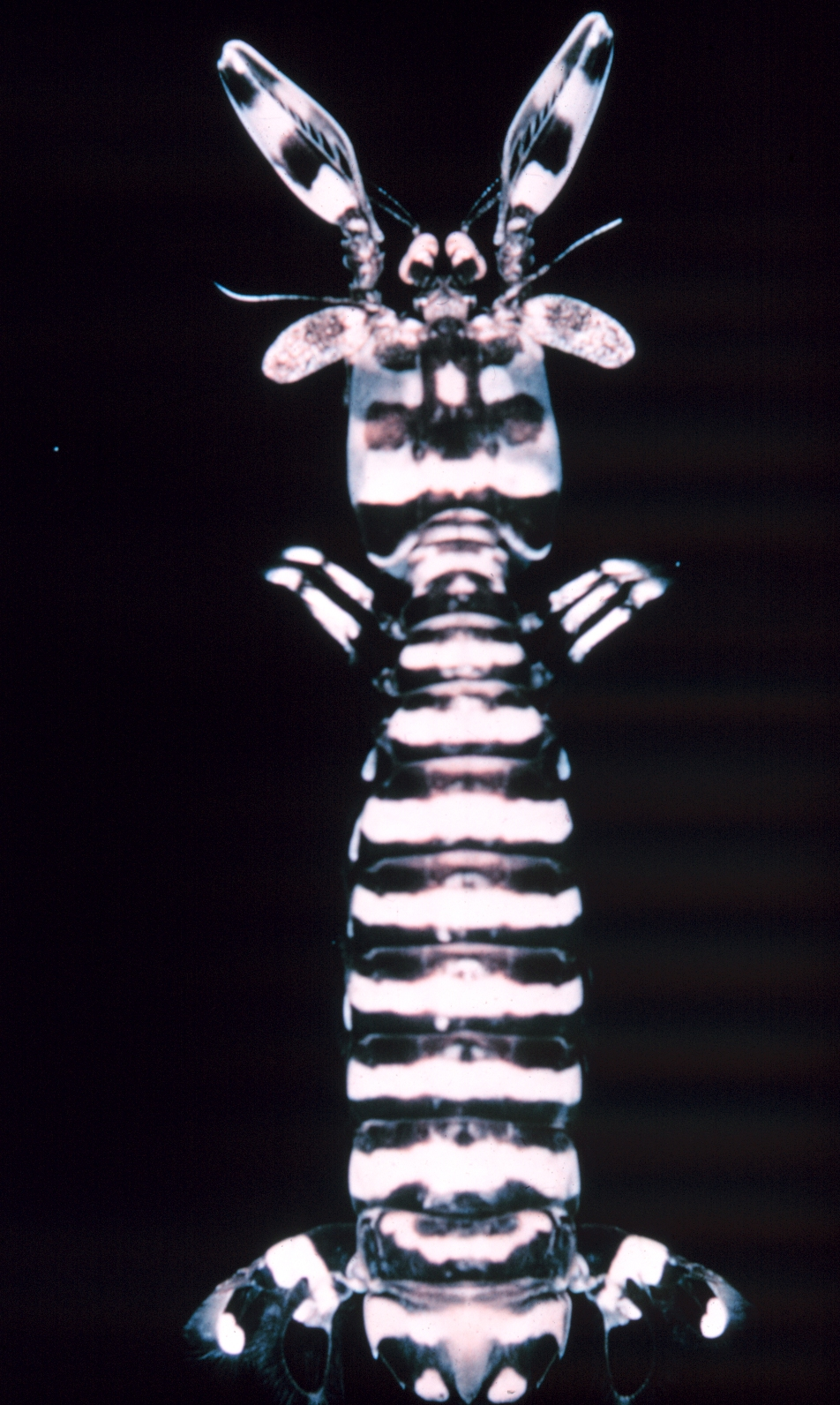
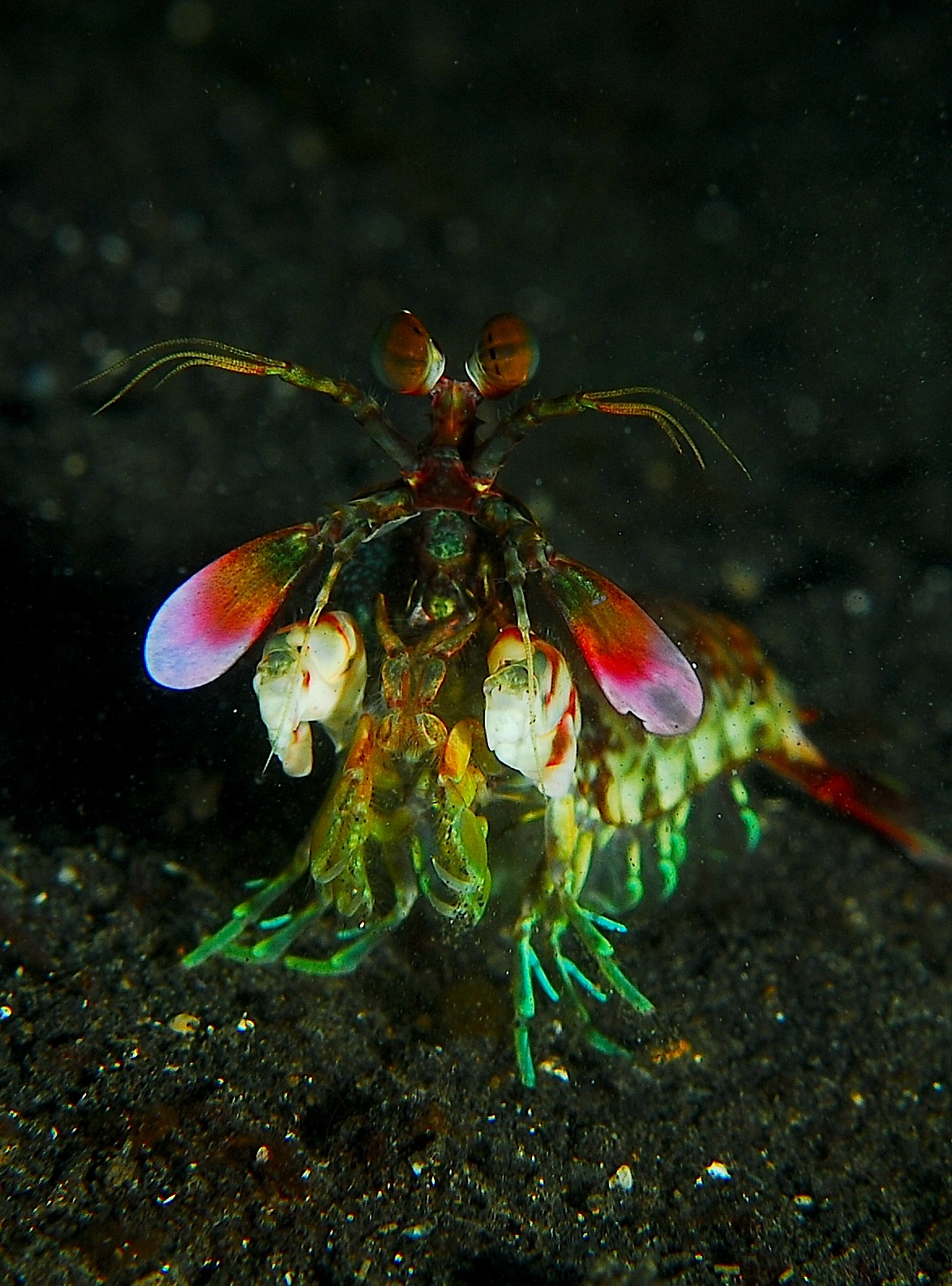
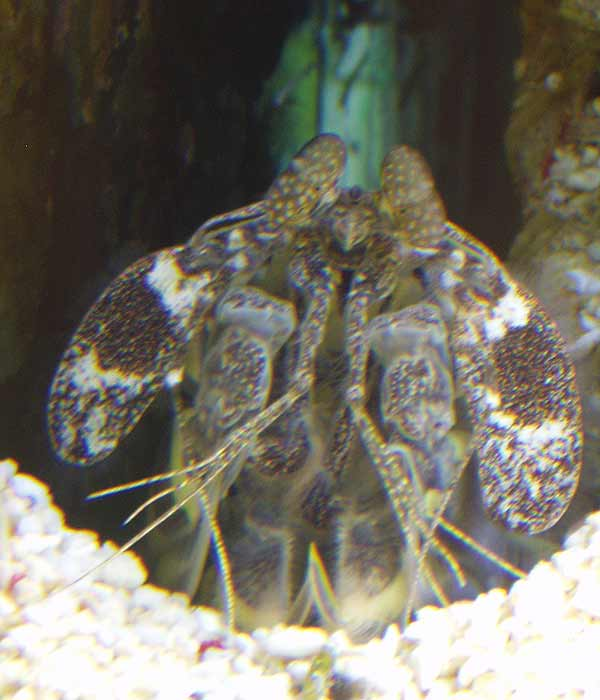
Lysiosquilla maculata
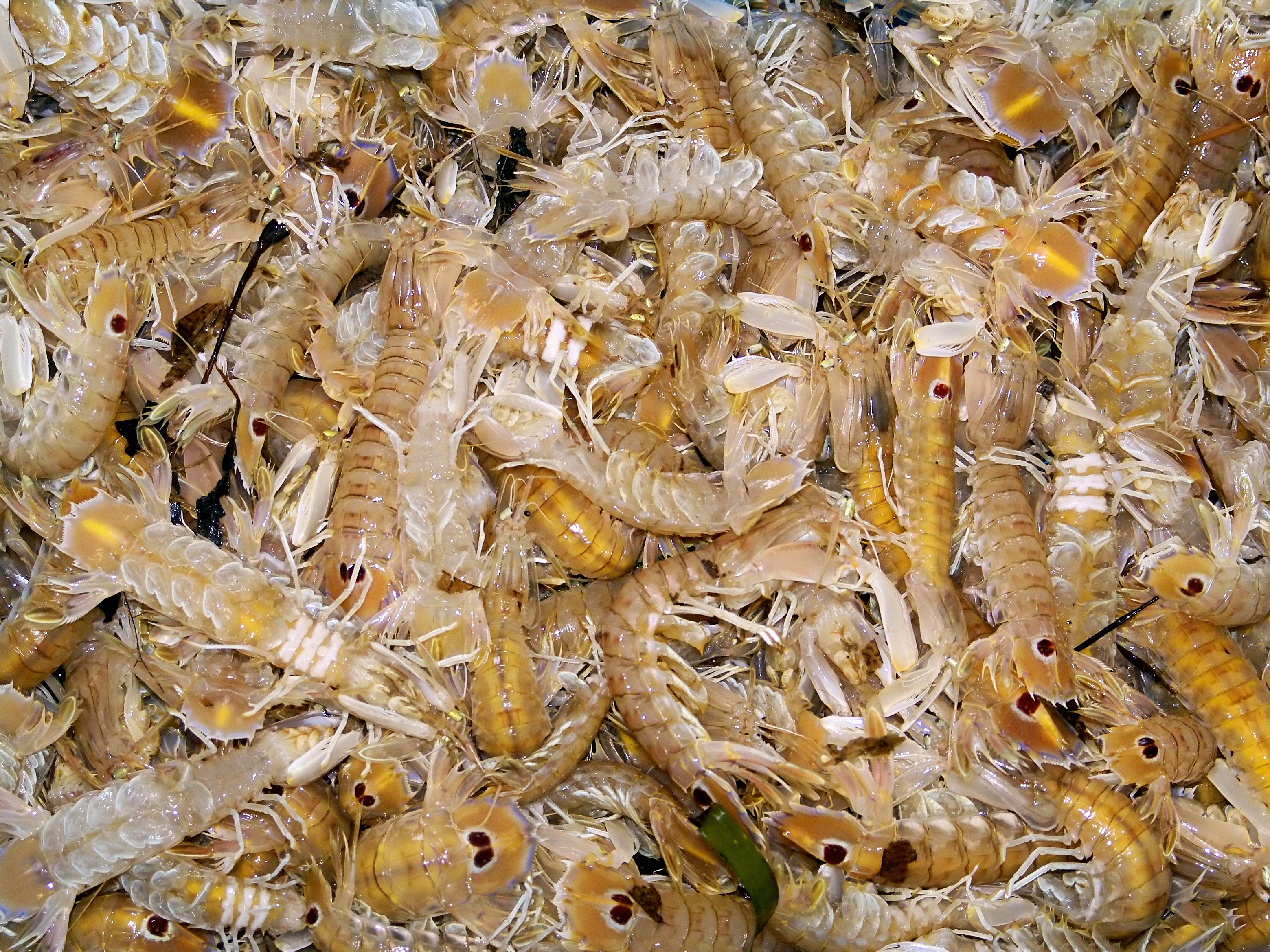
市場上販賣的蝦蛄
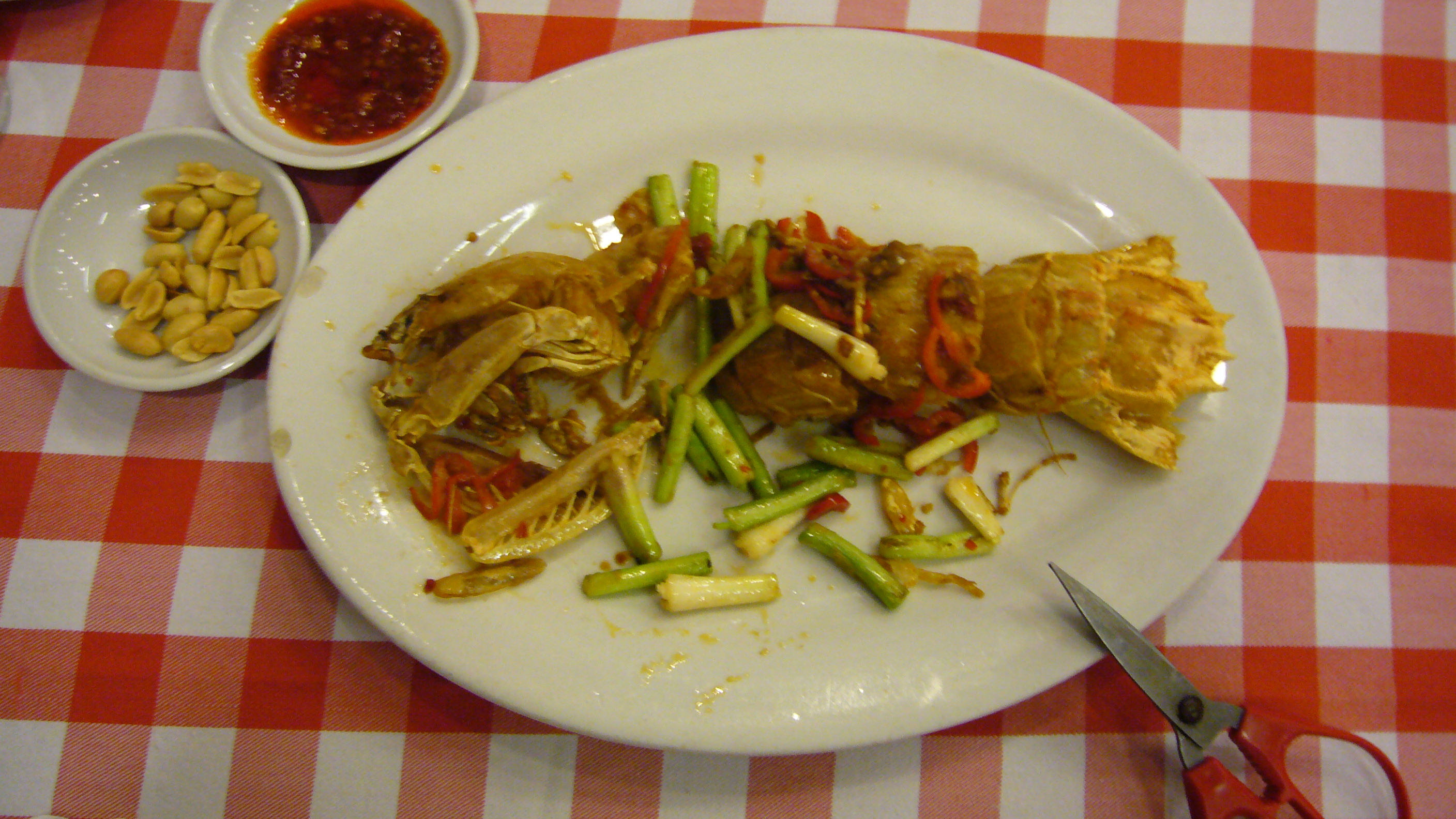
香港的「避風塘炒攋尿蝦」

## 注解
1. ↑  英语直译，指其捕猎动作神似螳螂。
2. ↑  因成为中国大陆的网络用语而广为人知。
3. ↑  因其被抓時腹部會射出無色液體，如同撒尿。俗写作瀨尿蝦、虎蝦、賴尿蝦、撒尿蝦、酹尿蝦（粤语））。吳語寧波方言或稱為/dza s̩ʷ phoʔ/，也是指易尿床或多尿的人（多指小兒）。

## 参閲
- 海蛄蝦

## 外部連結
- Hoplocarida: Stomatopoda fact sheet - Guide to the marine zooplankton of south eastern Australia
- The Lurker's Guide to Stomatopods - mantis shrimp
- Mantis shrimp - colourful and aggressive （页面存档备份，存于）
- Research on Stomatopods at the University of Maryland （页面存档备份，存于）
- . The Aquarium Wiki. April 7, 2006  [2012-03-31]. （原始内容存档于2011-09-30）.